# Yabous
Yabous (în arabă يابوس) este o comună din provincia Khenchela, Algeria.
Populația comunei este de 10.402 locuitori (2008).